# Epyaxa venipunctata
Epyaxa venipunctata là một loài bướm đêm trong họ Geometridae.